# Big Dogz
Big Dogz — двадцать второй студийный альбом шотландской рок-группы Nazareth, вышедший в 2011 году.
Альбом записывался в Чехии, в студии Sono Records, сводился в Швейцарии (Basel City Studios). Звукооператоры — Ян Руйе и Павел Карлик. Продюсерами выступили Руйе и гитарист группы Джимми Мюрисон.
Альбом был сведён в первых числах ноября 2010 года.
По словам самих музыкантов, главной задачей при работе над диском для них было вернуть оригинальное звучание и дух классического рок-н-ролла 70-х. Музыканты намеренно отказались от компьютерной обработки сольных партий и записи методом наложения.
Дэн Маккаферти: «Хорошие песни, славные времена нон-стопом».

## Список композиций
Слова и музыка всех песен — написаны группой Nazareth.
| №                   | Название                                   | Длительность |
| ------------------- | ------------------------------------------ | ------------ |
| 1.                  | «Big Dog’s Gonna Howl»                     | 3:59         |
| 2.                  | «Claimed»                                  | 3:55         |
| 3.                  | «No Mean Monster»                          | 5:01         |
| 4.                  | «When Jesus Comes to Save the World Again» | 6:25         |
| 5.                  | «Radio»                                    | 4:17         |
| 6.                  | «Time and Tide»                            | 7:21         |
| 7.                  | «Lifeboat»                                 | 4:59         |
| 8.                  | «The Toast»                                | 3:59         |
| 9.                  | «Watch Your Back»                          | 4:32         |
| 10.                 | «Butterfly»                                | 5:30         |
| 11.                 | «Sleeptalker»                              | 5:45         |
| Общая длительность: | Общая длительность:                        | 55:43        |

| №                   | Название            | Длительность |
| ------------------- | ------------------- | ------------ |
| 1.                  | «Big Boy»           | 4:22         |
| 2.                  | «Simple Solution»   | 4:48         |
| 3.                  | «My White Bicycle»  | 3:11         |
| 4.                  | «Love Hurts»        | 4:15         |
| 5.                  | «Open Up Woman»     | 3:34         |
| Общая длительность: | Общая длительность: | 20:10        |

## Участники записи
Приведены по сведениям базы данных Discogs, нумерация треков указана по изданию в формате компакт-диска.
Nazareth:
- Дэн Маккафферти — вокал
- Джимми Мюрисон — гитара, фортепиано, бэк-вокал
- Пит Эгнью — бас-гитара, бэк-вокал
- Ли Эгнью — ударные, бэк-вокал

Приглашённые музыканты:
- Павел Богатый[чеш.] — фортепиано (в песне 10)
- Ян Руйе — шейкер (в песне 5), бубен (в песне 7)[12]

Производственный персонал:
- Ян Руйе — музыкальный продюсер, звукорежиссёр, инженер сведе́ния
- Джимми Мюрисон — музыкальный продюсер
- Павел Карлик — звукорежиссёр
- Павел Богатый — ассистент звукорежиссёра
- Милан Чимфе — ассистент звукорежиссёра
- Алессандро Оддо — ассистент инженера сведе́ния
- Александр Мерч — художественное оформление
- Линда Эгнью — разработка концепции художественного оформления
- Уильям Старк — график
- Марк Брайс — фотографии группы

## Позиции в хит-парадах
| Год  | Хит-парад                       | Высшая позиция | Пребывание в чарте |
| ---- | ------------------------------- | -------------- | ------------------ |
| 2011 | Австрия (Ö3 Austria)            | 55             | 1 неделя           |
| 2011 | Германия (Offizielle Top 100)   | 73             | 1 неделя           |
| 2011 | Швейцария (Schweizer Hitparade) | 70             | 1 неделя           |